# Лав II Галички
Лав II од Галиције, такође познат као Лев Јурјевич (година смрти: 1323), био је кнез Луцка и Галиције, један од последња два краља Русије из династије Рјуриковича (владао је 1308–1323; према неким изворима, 1315–1323). Био је члан старијег огранка Мономаховича.
Био је син краља Јурија I (1252–1308), кога је наследио на краљевском престолу Галиције-Волиније. Након очеве смрти, владао је краљевством заједно са братом Андријом. Његова мајка је била Еуфемија Кујавска. Браћа су били ко-краљеви, заједно управљајући краљевством, али постоје извори који указују да је Лав II седео у Галичу, а Андреј у Володимиру (а постоје и извори који наводе сличан распоред, али са обрнутим распоредом седишта), што указује на подељену надлежност.

## Борба против Литваније и Татара
Прво заједничко писмо Лева II и Андреја датира из 9. августа 1316. године у којем су обновили унију са пруским крсташима (Тевтонски ред, такође познати као Тевтонски витезови), којима су обећали да ће их бранити од Татара и „сваког непријатељског освајача“; ово последње помињање се односило на Велико Кнежевство Литваније, јер је та држава у то време претила не само јединству већ и самом постојању и Витезова и галицијске државе.
Извештава се да су у другој деценији 14. века Литванци повећали свој притисак на Галицију-Волинију, на крају преузевши контролу над Дорохичином и Берестијом. Године „заједничке“ владавине браће проведене су у мање-више сталном сукобу и са Гедиминидима из Литваније и са њиховим номиналним господарима, Монголско-Татарима из Златне Хорде.
Лав II и Андрија су успоставили чврсте односе са пољским високим војводом (краљем) Владиславом I (Владислав Кратки или Високи Лакат; такође познат као Ладислав I Пољски) и, као што је већ горе истакнуто, са крсташким витезовима Тевтонског реда.
Били су и у савезу са савезницима краља Владислава I – скандинавским краљевима и поморским војводама – против маркгрофова Бранденбурга (1315).

## Смрт
Постоје разлике у изворима и контексту околности његове смрти; већина историчара се слаже да је умро, заједно са својим братом Андријом, 1323. године, али постоји неслагање око тога да ли су се борили против Монгол-Татара или Литванаца, и око тога да ли су погинули док су бранили Подљасје или Берестију.
И краљ Лав и његов брат краљ Андрија су уживали поштовање. У мају 1323. године, пољски краљ Владислав I, у писму папи, са очигледним жаљењем је написао: „Два последња русинска (украјинска) краља, који су били чврсти штитови за Пољску од Татара, напустили су овај свет и након њихове смрти Пољска је директно под татарском претњом.“
Године 1321, Лавов син, кнез Ђорђе од Луцка, последњи у лози, погинуо је у бици са снагама великог кнеза Гедиминаса из Литваније док је бранио замак у Луцку. Након смрти Лева II и његовог брата две године касније, линија директних потомака Романа Мстиславича је окончана, а галицијска држава је остала без владајуће династије. Галицијски бољари (племство) су потом покушали да сами владају државом. Плашећи се покоравања од стране Владислава I, очигледно су тражили заштиту Татара. Али убрзо су конзервативнији елементи међу бољарима преузели превласт, а галицијски престо је дат мазовејском војводи Болеславу Тројденовичу (који је био у сродству са покојном краљевском браћом преко брака свог оца Тројдена I од Мазовије са њиховом сестром Маријом).